# USS Pickerel (SS-177)
USS Pickerel (SS-177) là một tàu ngầm lớp Porpoise được Hải quân Hoa Kỳ chế tạo vào giữa thập niên 1930. Nó là chiếc tàu chiến đầu tiên của Hải quân Hoa Kỳ được đặt cái tên này, theo tên loài cá chó nhỏ. Nó đã phục vụ trong suốt Chiến tranh Thế giới thứ hai, thực hiện bảy chuyến tuần tra và đánh chìm được bốn tàu Nhật Bản với tổng tải trọng 6.472 tấn. Con tàu bị mất tích trong chuyến tuần tra cuối cùng tại khu vực phía Bắc Honshū, có thể bởi đợt tấn công của tàu chiến Nhật Bản vào ngày 3 tháng 4, 1943. Pickerel được tặng thưởng ba Ngôi sao Chiến trận do thành tích phục vụ trong Thế Chiến II.

## Thiết kế và chế tạo
Lớp tàu ngầm Porpoise Kiểu P-5 có thiết kế được dựa trên Kiểu P-3 do hãng Electric Boat phát triển, vốn được Hải quân Hoa Kỳ đánh giá là tốt hơn so với Kiểu P-1 do Xưởng hải quân Portsmouth phát triển. Chúng có cấu trúc vỏ kép một phần với hai đầu là vỏ đơn, một phiên bản hoàn thiện hơn của chiếc USS Dolphin (SS-169). Những chiếc được đóng bởi Electric Boat là những tàu ngầm Hoa Kỳ đầu tiên được chế tạo áp dụng kỹ thuật hàn cho toàn bộ cấu trúc con tàu, vốn sẽ áp dụng cho mọi lớp tàu ngầm sau này.
Pickerel dài khoảng 300 foot (91 m) và trọng lượng choán nước khi lặn khoảng 1.998 tấn Anh (2.030 t), với một cấu trúc thượng tầng tháp chỉ huy lớn và cồng kềnh. Tốc độ tối đa chỉ đạt khoảng 18 hải lý trên giờ (33 km/h) để duy trì độ bền cho động cơ, nhưng một cải tiến nhằm chứa dầu FO trong các thùng dằn chính đã giúp tăng gần gấp đôi tầm xa hoạt động, giúp chúng có thể hoạt động tuần tra đến tận các đảo chính quốc Nhật Bản. Động cơ diesel Winton Kiểu 16-201A hai thì 16-xy lanh gặp phải nhiều trục trặc trong vận hành, nên sau này được thay thế bằng động cơ General Motors Kiểu 12-278A.
Vũ khí trang bị chính ban đầu chỉ có sáu ống phóng ngư lôi 21 in (530 mm), gồm bốn ống trước mũi và hai ống phía đuôi, cùng một hải pháo 3 inch/50 caliber trên boong tàu và hai súng máy M1919 Browning .30-caliber (7,62 mm). Trong chiến tranh Pickerel được tăng cường thêm hai ống phóng ngư lôi trước mũi và nâng cấp lên súng máy M2 Browning .50-caliber (12,7 mm).
Pickerel được đặt lườn tại xưởng tàu của hãng Electric Boat Company ở Groton, Connecticut vào ngày 25 tháng 3, 1935. Nó được hạ thủy vào ngày 7 tháng 7, 1936, được đỡ đầu bởi cô Evelyn Standley, con gái Chuẩn đô đốc William Standley, quyền Bộ trưởng Hải quân, và được cho nhập biên chế cùng Hải quân Hoa Kỳ vào ngày 26 tháng 1, 1937 dưới quyền chỉ huy của Hạm trưởng, Đại úy Hải quân Leon J. Huffman.

## Lịch sử hoạt động

### 1937 - 1941
Sau khi hoàn tất việc chạy thử máy tại vùng biển ngoài khơi New England, Pickerel tiếp tục hoạt động huấn luyện tại khu vực New London, Connecticut trước khi lên đường vào ngày 26 tháng 10, 1937. Nó đi ngang qua vịnh Guantánamo, Cuba và băng qua kênh đào Panama vào ngày 9 tháng 11 để gia nhập Hạm đội Thái Bình Dương. Chiếc tàu ngầm đã hoạt động từ San Diego, California, dọc theo vùng bờ Tây và tại vùng biển quần đảo Hawaii. Sau đó nó được điều sang Manila, Philippines để tăng cường cho Lực lượng Tàu ngầm Hạm đội Á Châu.

### Thế Chiến II

#### Chuyến tuần tra thứ nhất
Hai ngày sau khi Hải quân Đế quốc Nhật Bản bất ngờ tấn công căn cứ Trân Châu Cảng khiến chiến tranh bùng nổ tại Mặt trận Thái Bình Dương, 18 tàu ngầm thuộc Hạm đội Á Châu lên đường cho chuyến tuần tra đầu tiên trong chiến tranh. Pickerel đã hoạt động tại vùng biển ngoài khơi vịnh Cam Ranh và cảng Đà Nẵng, Đông Dương thuộc Pháp, theo dõ một tàu khu trục và một tàu ngầm đối phương nhưng nhưng mất dấu trong một cơn mưa giông trước khi đến được vị trí tấn công thuận lợi. Vào ngày 19 tháng 12, nó tấn công một tàu tuần tra với năm quả ngư lôi nhưng đều bị trượt, rồi quay trở về vịnh Manila vào ngày 29 tháng 12.

#### Chuyến tuần tra thứ hai, thứ ba và thứ tư
Trong chuyến tuần tra thứ hai từ ngày 31 tháng 12, 1941 đến ngày 29 tháng 1, 1942 tại vùng biển giữa Manila và Soerabaja (nay là Surabaya), vào ngày 10 tháng 1, Pickerel đã phóng ngư lôi đánh chìm chiếc pháo hạm cũ Kanko Maru (2.929 tấn) tại cửa vịnh Davao ngoài khơi mũi San Augustin, Philippines, tại tọa độ 06°19′B 125°54′Đ / 6,317°B 125,9°Đ. Sau đó trong các chuyến tuần tra thứ bà từ ngày 7 tháng 2 đến ngày 19 tháng 3 dọc hàng rào Malay, và chuyến thứ tư từ ngày 15 tháng 4 đến ngày 6 tháng 6 tại vùng biển Philippines, chiếc tàu ngầm không đánh chìm được mục tiêu nào.

#### Chuyến tuần tra thứ năm
Pickerel khởi hành từ Brisbane, Australia vào ngày 10 tháng 7 cho chuyến tuần tra ngắn thứ năm tại khu vực quần đảo Mariana. Nó gây hư hại cho một tàu chở hàng trước khi đi đến Trân Châu Cảng vào ngày 26 tháng 8, nơi con tàu trải qua một lượt đại tu.

#### Chuyến tuần tra thứ sáu
Trong chuyến tuần tra thứ sáu từ ngày 22 tháng 1 đến ngày 3 tháng 3, 1943, Pickerel hoạt động tại khu vực quần đảo Kuril trên tuyến hàng hải giữa Tokyo và quần đảo Aleut. Nó đã tấn công mười sáu lần và đánh chìm được tàu chở hàng Tateyama Maru (1.990 tấn) ngoài khơi bờ biển phía Đông đảo Honshū, tại tọa độ 39°18′B 142°08′Đ / 39,3°B 142,133°Đ và thêm hai thuyền buồm nhỏ trước khi quay trở về Trân Châu Cảng.

#### Chuyến tuần tra thứ bảy
Rời Trân Châu Cảng vào ngày 18 tháng 3 cho chuyến tuần tra thứ bảy, cũng là chuyến cuối cùng, Pickerel được tiếp thêm nhiên liệu tại Midway vào ngày 22 tháng 3 trước khi hướng đến vùng bờ Đông phía Bắc đảo Honshū, và sau đó bị mất tích. Nó được cho là đã mất trong chiến đấu khi không quay trở về căn cứ Midway theo lịch vào ngày 12 tháng 5, trở thành tàu ngầm đầu tiên bị mất tại khu vực Trung tâm Thái Bình Dương. Tên nó được cho rút khỏi danh sách Đăng bạ Hải quân vào ngày 19 tháng 8, 1943.
Phân tích tài liệu thu được từ phía Nhật Bản sau chiến tranh đưa ra những giả thuyết khác nhau về số phận của Pickerel. Tại vị trí ngoài khơi Hải đăng Shiramuka thuộc tỉnh Aomori, nó đã đánh chìm Tàu săn ngầm số 13 (440 tấn) vào ngày 3 tháng 4 tại tọa độ 40°03′B 141°58′Đ / 40,05°B 141,967°Đ, và sau đó vào ngày 7 tháng 4 có thể đã tiếp tục đánh chìm tàu chở hàng Fukuei Maru (1.113 tấn). Vào ngày 4 tháng 4 nó bị một máy bay tuần tra vốn đang hộ tống một đoàn tàu phát hiện, và thông báo vị trí cho tàu rải mìn Shiragami và tàu săn ngầm phụ trợ Bunzan Maru đi đến tấn công. Đối phương đã rải tổng cộng 26 quả mìn sâu, và một lượng dầu lớn trồi lên mặt nước đã khiến đối phương tin rằng họ đã tiêu diệt chiếc tàu ngầm. Cũng có khả năng thùng nhiên liệu của Pickerel bị rò rỉ và nó vẫn sống sót qua cuộc đụng độ này, đồng thời có nhiều hoạt động chống ngầm khác diễn ra vào thời gian đó; và vì Pickerel là tàu ngầm duy nhất hoạt động trong khu vực, nó có thể mất bởi một sự cố nào đó, có thể sau ngày 7 tháng 4.

## Phần thưởng
Pickerel được tặng thưởng ba Ngôi sao Chiến trận do thành tích phục vụ trong Thế Chiến II. Nó được ghi công đã đánh chìm bốn tàu Nhật Bản với tổng tải trọng 6.472 tấn.
|  |                                         |  |
|  | Bronze star · Bronze star · Bronze star |  |

| Dãi băng Hoạt động Tác chiến  |                                                                         |                                      |
| Huân chương Chiến dịch Hoa Kỳ | Huân chương Chiến dịch Châu Á-Thái Bình Dương với 3 Ngôi sao Chiến trận | Huân chương Chiến thắng Thế Chiến II |